# Gorje
Gorje – wieś w Słowenii, w gminie Cerkno. W 2018 roku liczyła 81 mieszkańców.